# Deacetilcefalosporina-C acetiltransferasi
La deacetilcefalosporina-C acetiltransferasi è un enzima appartenente alla classe delle transferasi, che catalizza la seguente reazione:
acetil-CoA + deacetilcefalosporina C ⇄ CoA + cefalosporina C
Questo enzima catalizza la fase finale della biosintesi della cefalosporina C.